# 진접중학교
진접중학교(榛接中學校)는 대한민국 경기도 남양주시 진접읍 장현리에 있는 공립 중학교이다.

## 학교 연혁
- 2002년 6월 24일 : 진접중학교 설립 인가 (8학급)
- 2004년 3월 2일 : 초대 송준용 교장 취임, 제1회 신입생 318명 입학
- 2004년 5월 10일 : 학교급식시작 (직영 380명)
- 2004년 7월 9일 : 개교 기념식 거행
- 2004년 10월 25일 : 교류학습 (홍성여중)
- 2005년 12월 2일 : 소 운동장 개장
- 2006년 9월 1일 : 도서관 개관
- 2007년 2월 13일 : 제1회 졸업식
- 2008년 1월 25일 : 잉글리쉬존 설치
- 2023년 3월 2일 : 제8대 김영칠 교장 취임
- 2024년 1월 5일 : 제18회 졸업 (178명)
- 2024년 3월 4일 : 제21회 입학 (223명)

## 참고 자료
- 진접중학교 - 한국교육학술정보원 학교알리미